# Ајрон Стејшон (Северна Каролина)
Ајрон Стејшон (енгл. Iron Station) насељено је место без административног статуса у америчкој савезној држави Северна Каролина.

## Демографија
По попису из 2010. године број становника је 755.
| Група             | 2000.    | 2010.       |
| Белци             | 0 (0,0%) | 655 (86,8%) |
| Афроамериканци    | 0 (0,0%) | 49 (6,5%)   |
| Азијати           | 0 (0,0%) | 4 (0,5%)    |
| Хиспаноамериканци | 0 (0,0%) | 25 (3,3%)   |
| Укупно            | 0        | 755         |